# East Sutton
East Sutton è una parrocchia civile a circa 10 chilometri a sudest di Maidstone nel contea del Kent in Inghilterra. East Sutton ha un'area molto grande ma un numero di abitanti veramente modesto: la parrocchia ha una prigione femminile, sedici case ed una chiesa di san Pietro e san Paolo.